# Rue Frileuse
La rue Frileuse est une ancienne voie de Paris qui était située dans l'ancien 9e arrondissement et qui a été supprimée en 1841.

## Origine du nom
L'origine du nom n'est pas indiquée dans les ouvrages.

## Situation
Située dans l'ancien 9e arrondissement, quartier de l'Hôtel-de-Ville, la rue Frileuse commençait aux 28-30, quai de la Grève et finissait aux 95-97, rue de la Mortellerie.
Il n'y avait pas de numéros dans cette rue.

## Historique
Cette voie publique très ancienne avait porté les noms de « rue de la Pétaudière » et de « rue du Château-Frileux, ».
Ce n'était qu'un passage très étroit entre les gros murs des maisons voisines.
Elle est supprimée en vertu d'une ordonnance royale du 14 juin 1841.